# 鹊桥
鵲橋是中國傳說中每年農曆七月七日，即七夕時，會有喜鵲在銀河上架起橋樑，讓牛郎和織女得以相見，稱作鵲橋，後來此一名詞便引申為能夠連結男女之間良緣的各種事物，例如相愛。